# OUB Centre
OUB Centre (кит.: 华联银行大厦)  — хмарочос в Сінгапурі. Висота будинку 280 метрів, 67 поверхів, з котрих 63 знаходяться над землею і 4 під землею. Один з трьох найвищих хмарочосів міста. Будівництво було завершено в 1986 році.

## Цікаві факти
- Висота будинку 280 метрів, це максимальна висота, котра дозволена Міністерством Авіації Сінгапура
- Хмарочос складається з 2 трикутних будівель з невеликим простором між ними
- Стіни башти покриті спеціальним алюмінієм, що змінює колір відносно сонця
- Автостоянка, торговий центр та вихід до метро розташовані на підземних поверхах центру
- OUB Centre був найвищим будинком Азії з 1986 по 1990 рік, коли було завершено будівництво Башти Банку Китаю
- Француз Ален Робер, відомий тим, що видряпувався на хмарочоси, спробував піднятися на цю будівлю 3 листопада 2000 року. Досягнувши 21-го поверху, поліція зупинила Роберта, але він знову увійшов у будівлю через вікно на 23-му поверсі. Був затриманий сінгапурською поліцією, яка розцінила його трюк як злочин.